# Osvaldo Benvenuti
Osvaldo Francisco Benvenuti (* 17. Oktober 1951 in Partido La Matanza) ist ein ehemaliger argentinischer Radrennfahrer.

## Sportliche Laufbahn
Benvenuti war Straßenradsportler und Teilnehmer der Olympischen Sommerspiele 1976 in Montreal. Dort nahm er an den Wettbewerben im Straßenradsport teil. Im olympischen Straßenrennen  schied er aus. Im Mannschaftszeitfahren kam Argentinien mit Juan Carlos Haedo, Osvaldo Benvenuti, Oswaldo Frossasco und Raúl Labbate auf den 22. Platz.
1973 siegte er im Rennen Clásica del Oeste-Doble Bragado. 1977 gewann er die Argentinische Meisterschaft im Straßenrennen der Männer. Seine beste Platzierung in der Vuelta al Uruguay war der 10. Platz 1976.

## Familiäres
Er ist der Sohn des ehemaligen Radrennfahrers Dante Benvenuti.